# Changping
Changping (chinesisch 昌平區 / 昌平区, Pinyin Chāngpíng Qū) ist ein Stadtbezirk im Nordwesten der Regierungsunmittelbaren Stadt Peking in der Volksrepublik China. Der Stadtbezirk besitzt eine Fläche von 1342 km² und hat 2.269.487 Einwohner (Stand: Zensus 2020). Ende 2018 hatte Changping etwa 2.108.000 Einwohner, davon 635.000 mit Bürgerrecht, der Rest Wanderarbeiter, Häftlinge, Studenten und Soldaten. Von den 635.000 registrierten Einwohnern waren 175.000, also 27,5 % in der Landwirtschaft beschäftigt.

## Geschichte
Während der Zeit der Streitenden Reiche gehörte die damals noch ländliche Gegend zum Königreich Yan. Als Qin Shihuangdi 221 v. Chr. das geeinte Reich in 36 Kommandanturen einteilte, gehörte die Gegend zur Kommandantur Shanggu (上谷郡). Der Name „Changping“ taucht erstmals im Jahr 110 v. Chr. auf, als Kaiser Liu Che die Kommandantur Shanggu in die Kreise Changping (昌平县) und Jundu (军都县) einteilte. Der Amtssitz des Landrats von Changping befand sich in der heutigen Großgemeinde Baishan, der des Landrats von Jundu im heutigen Changping. Im Jahr 386, zu Beginn der Nördlichen Wei-Dynastie, wurden die beiden Kreise wieder vereinigt, mit Verwaltungssitz in Baishan.
Als General Li Yuan 618 die Tang-Dynastie gründete, die alten Kommandanturen auflöste und auf dem Gebiet der heutigen Regierungsunmittelbaren Stadt Peking die Präfektur You (幽州) einrichtete,
wurde der Kreis Changping, nun mit Regierungssitz in der heutigen Amtsgebietsstelle Nankou, dieser zugeteilt. You war eine der 16 Präfekturen, die von der Späteren Jin-Dynastie 936 an die Kitan abgetreten wurden.
Dort gehörte es ab 1012 zur Präfektur Xijin (析津府), also dem Umfeld der damaligen Südlichen Hauptstadt der Liao-Dynastie, dem heutigen Peking. Als die Jurchen 1125 Liao überrannten, übernahmen sie diese Verwaltungsstruktur. Während der Yuan-Dynastie (1279–1368) gehörte der Kreis Changping zum Hauptstadtbezirk (大都路), was von der Ming-Dynastie zunächst so beibehalten wurde. Im Jahr 1506 wurde Changping zur Präfektur hochgestuft, der die Kreise Miyun, Shunyi und Huairou unterstellt waren. In den frühen Jahren der Qing-Dynastie kamen diese drei Kreise zur Hauptstadtpräfektur, nun Shuntianfu (顺天府) genannt. Changping blieb Präfektur, aber ohne unterstellte Kreise.
Im Februar 1913, dem 2. Jahr der Republik, wurde Changping zum Kreis heruntergestuft und ebenfalls dem Hauptstadtbezirk, am 4. Oktober 1914 in „Jingzhao“ (京兆地方) umbenannt, unterstellt. Ab dem 25. Dezember 1935 gehörte Changping zur „Autonomen Regierung Ost-Hebei“ (chinesisch 冀東防共自治政府, Pinyin Jìdōng Fánggòng Zìzhì Zhèngfǔ, japanisch Kitō Bōkyō Jichi Seifu), einem japanischen Marionettenregime, und wurde 1937 von der japanischen Armee offiziell besetzt. Im März 1939 richtete die KPCh dort jedoch ein Antijapanisches Stützpunktgebiet (chinesisch 抗日根据地, Pinyin Kàngrì Gēnjùdì) ein, mit einer eigenen Kreisregierung, die allerdings häufig ihren Sitz wechseln musste. Nach dem Sieg über Japan im August 1945 war die Gegend Schauplatz heftiger Kämpfe zwischen KPCh und Kuomintang, bis die Rote Armee am 12. Dezember 1948 das Gebiet endgültig besetzte und in Changping eine Kreisregierung einrichtete. Am 1. August 1949 wurde der Kreis der Provinz Hebei unterstellt.
Das Gebiet der 13 Ming-Gräber wurde bereits im September 1955 aus dem Kreis Changping herausgelöst und dem Gartenbauamt von Peking (北京市园林局) unterstellt. Am 9. März 1956 kam dann ganz Changping mit Billigung des Staatsrats der Volksrepublik China als neuer Stadtbezirk zu Peking. Am 7. Januar 1960 wurde Changping jedoch wieder ein eigener Kreis. Am 16. September 1999 wurde diese Entscheidung revidiert, Changping wurde wieder ein Stadtbezirk von Peking mit Amtssitz im Straßenviertel Chengbei, Regierungsstr. 19.

## Administrative Gliederung

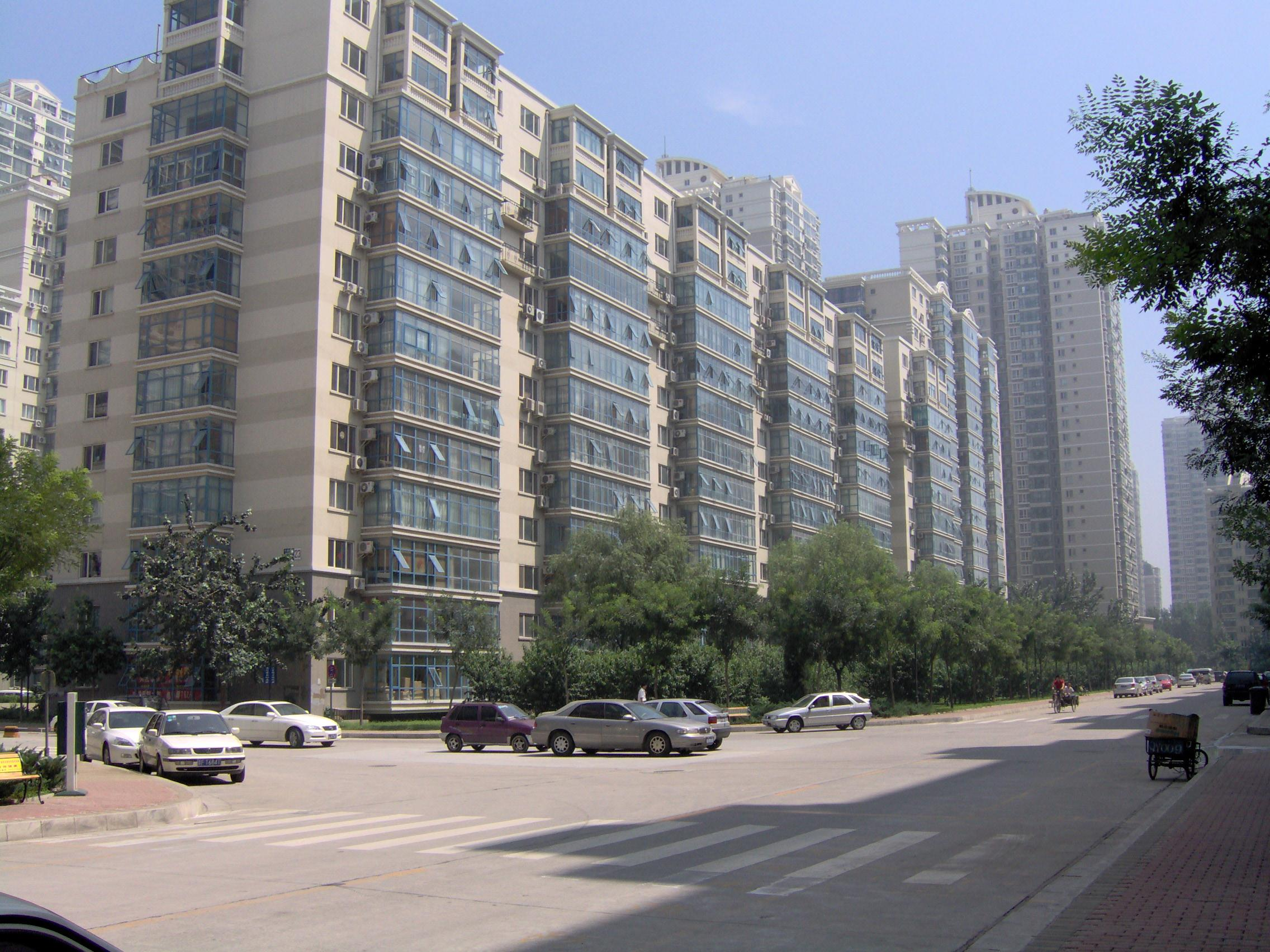
Tiantongyuan, einer der größten Appartement-Komplexe Pekings

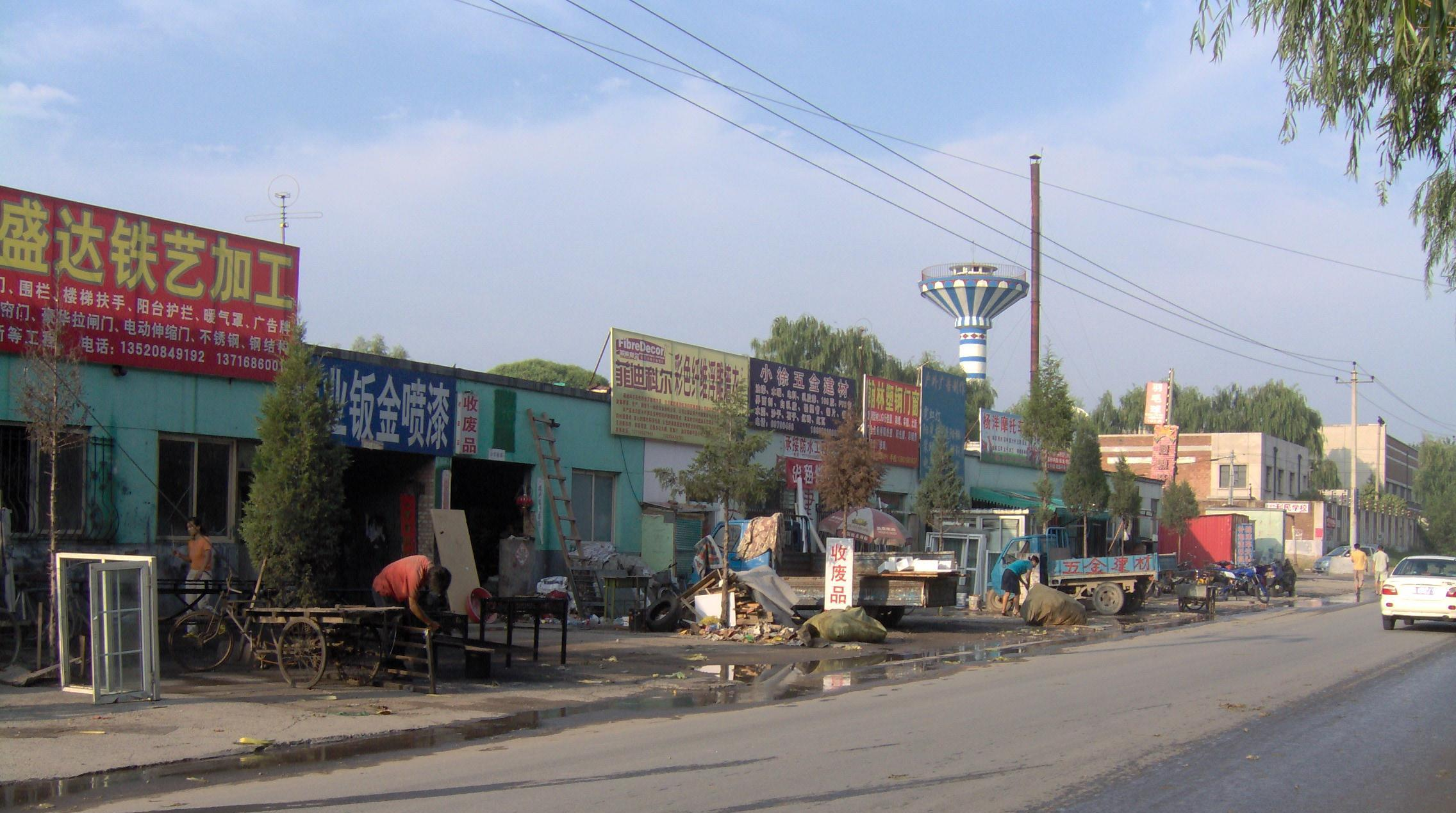
Jutai-Straße in Changping

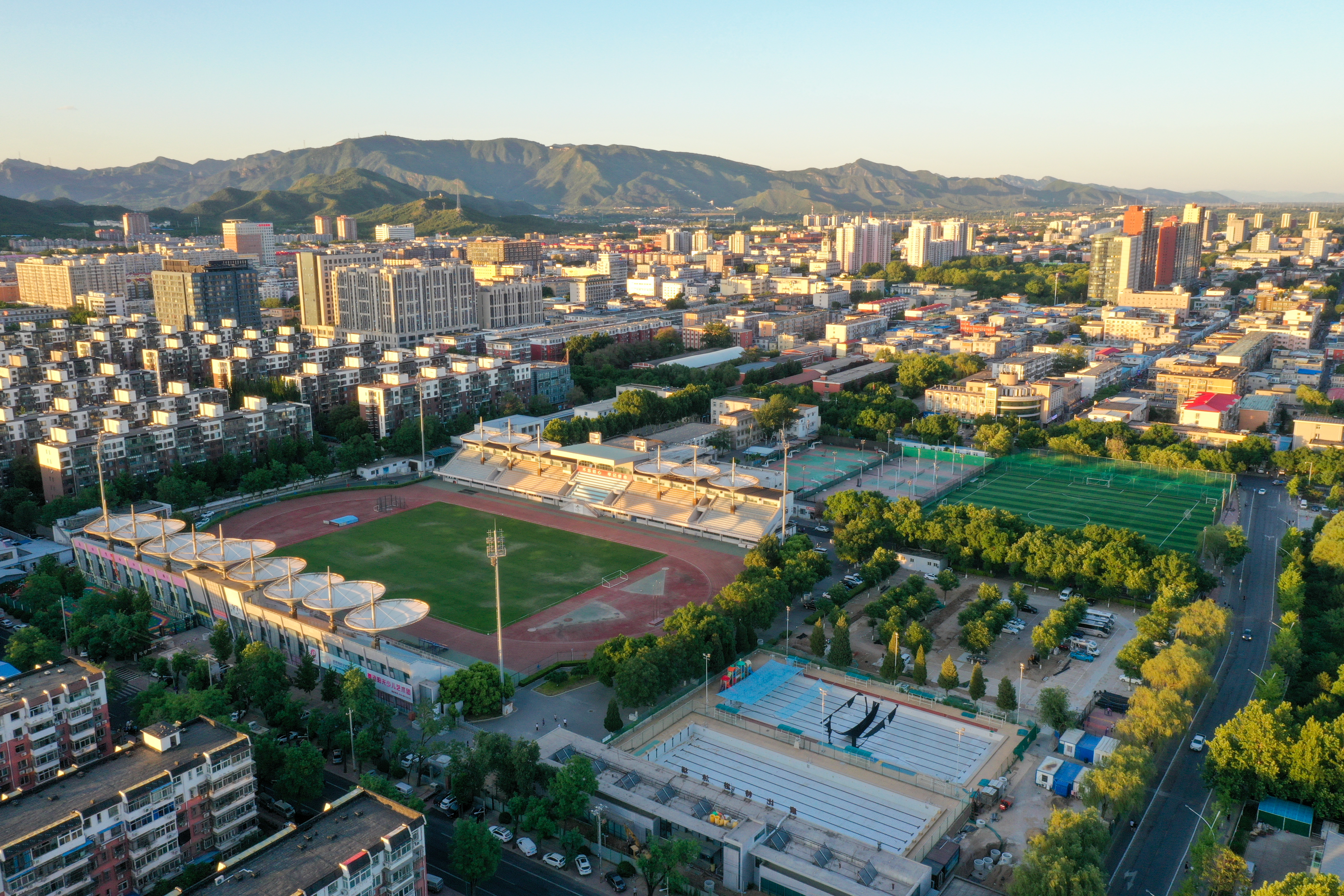
Blick auf Changping

Auf Gemeindeebene setzt sich Changping aus 8 Straßenvierteln, 4 Gebietsbüros und 10 Großgemeinden zusammen (2018). Diese sind:
- Straßenviertel Chengbei (城北街道), Sitz der Stadtbezirksregierung
- Straßenviertel Chengnan (城南街道)
- Straßenviertel Tiantongyuanbei (天通苑北街道)
- Straßenviertel Tiantongyuannan (天通苑南街道)
- Straßenviertel Huoying (霍营街道)
- Straßenviertel Huilongguan (回龙观街道)
- Straßenviertel Longzeyuan (龙泽园街道)
- Straßenviertel Shigezhuang (史各庄街道)
- Gebietsbüro Nankou (南口地区办事处)
- Gebietsbüro Machikou (马池口地区办事处)
- Gebietsbüro Shahe (沙河地区办事处)
- Gebietsbüro Dongxiaokou (东小口地区办事处)
- Großgemeinde Yangfang (阳坊镇)
- Großgemeinde Xiaotangshan (小汤山镇)
- Großgemeinde Nanshao (南邵镇)
- Großgemeinde Cuicun (崔村镇)
- Großgemeinde Baishan (百善镇)
- Großgemeinde Beiqijia (北七家镇)
- Großgemeinde Xingshou (兴寿镇)
- Großgemeinde Liucun (流村镇)
- Großgemeinde Shisanling (十三陵镇)
- Großgemeinde Yanshou (延寿镇)[7]